# PTT Public Company Limited
PTT Public Company Limited eller PTT (thai: บริษัท ปตท. จำกัด (มหาชน)) er et thailandsk statsejet olie- og gasselskab. Det var tidligere kendt som Petroleum Authority of Thailand. De er involveret i olie- og naturgasproduktion, efterforskning, rørledninger, elproduktion, kemisk industri og detailsalg af olie- og benzin. Virksomheden ejer Café Amazon, der findes i forbindelse med PTT-tankstationer. og PTT Green Energy.